# Грудзёндз
Грудзёндз (пол. Grudziądz), бывший Грауденц (нем. Graudenz) — польский город в низовьях Вислы, входит в Куявско-Поморское воеводство. Занимает площадь 58,70 км². Население 99 578 человек (на 2006 год).

## Достопримечательности
- Главная достопримечательность Грудзёндза — это комплекс старинных зернохранилищ[англ.] (амбаров) на берегу Вислы. Кирпичные здания зернохранилищ строились в XVII—XVIII веках вплотную друг к другу так, чтобы образовать оборонительную стену со стороны реки. Благодаря этой стене город получил внушительный и узнаваемый вид.
- Ботанический сад (Грудзёндз)

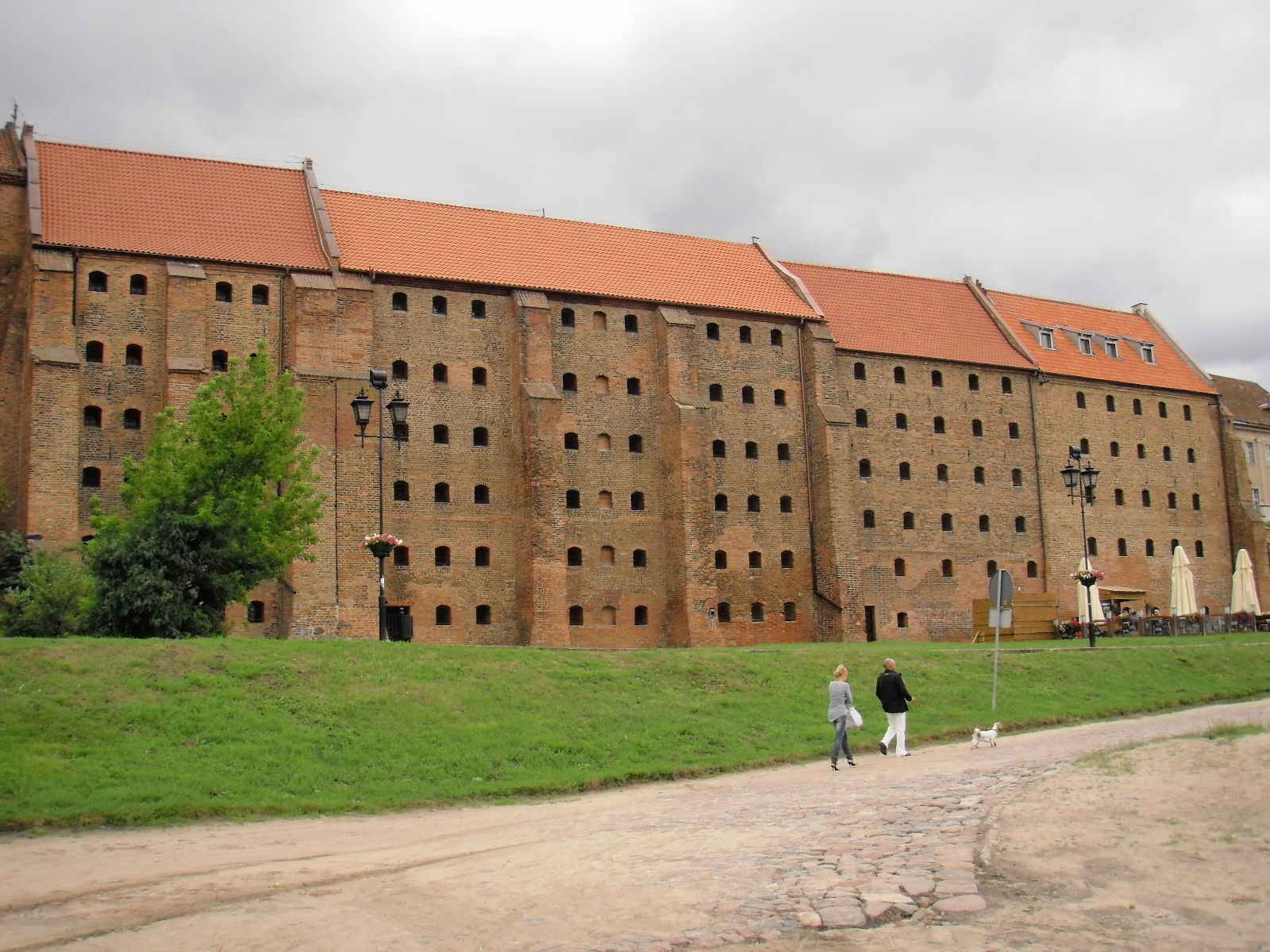
Зернохранилище второй половины XIX века
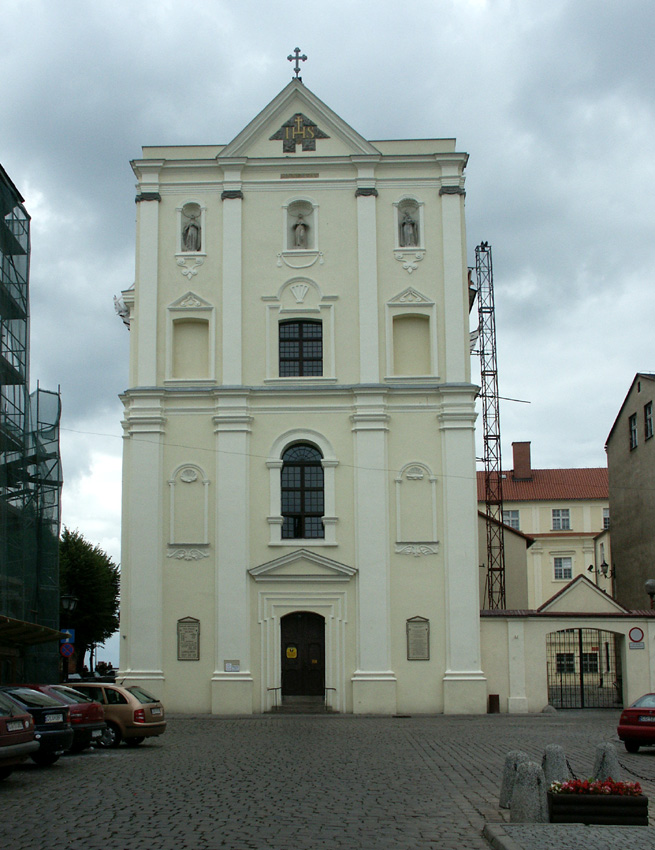
Костёл
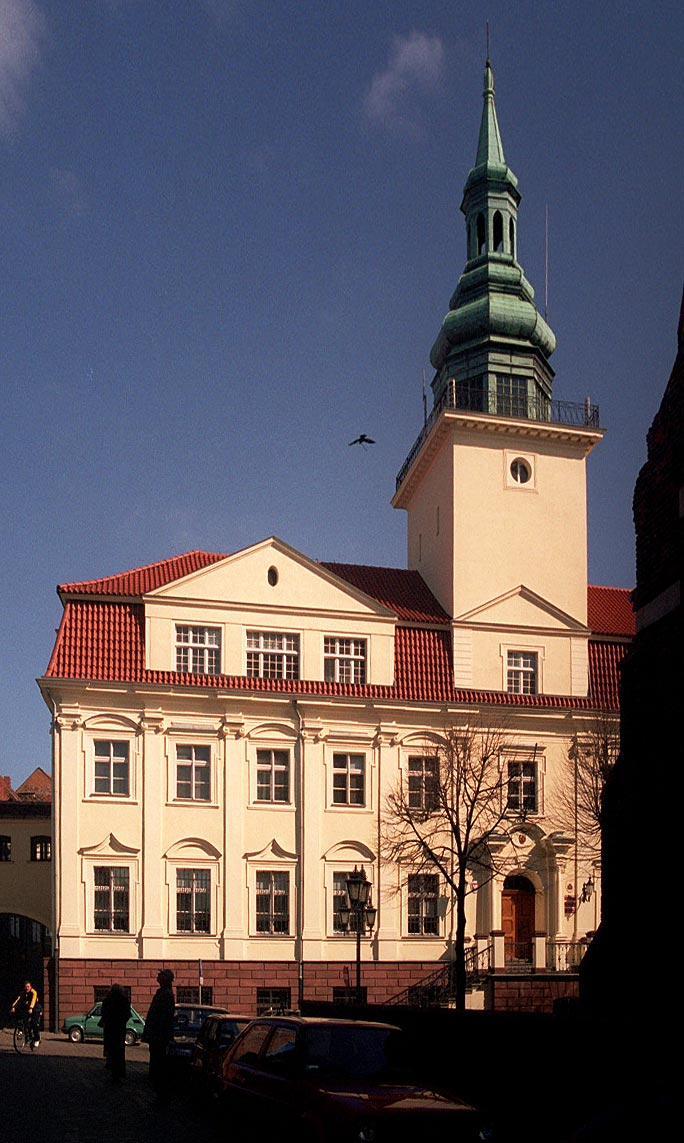
Ратуша
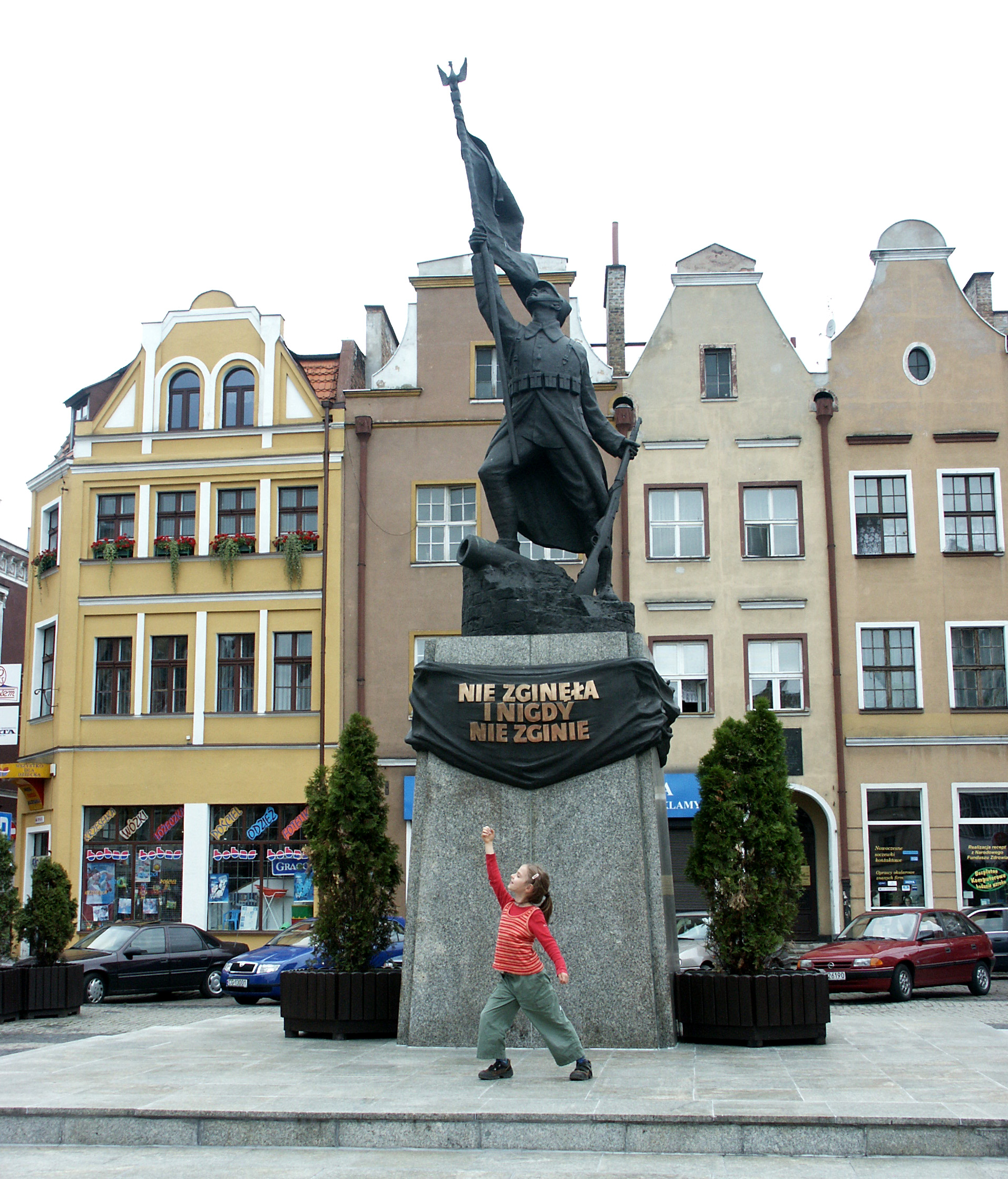
Рыночная площадь
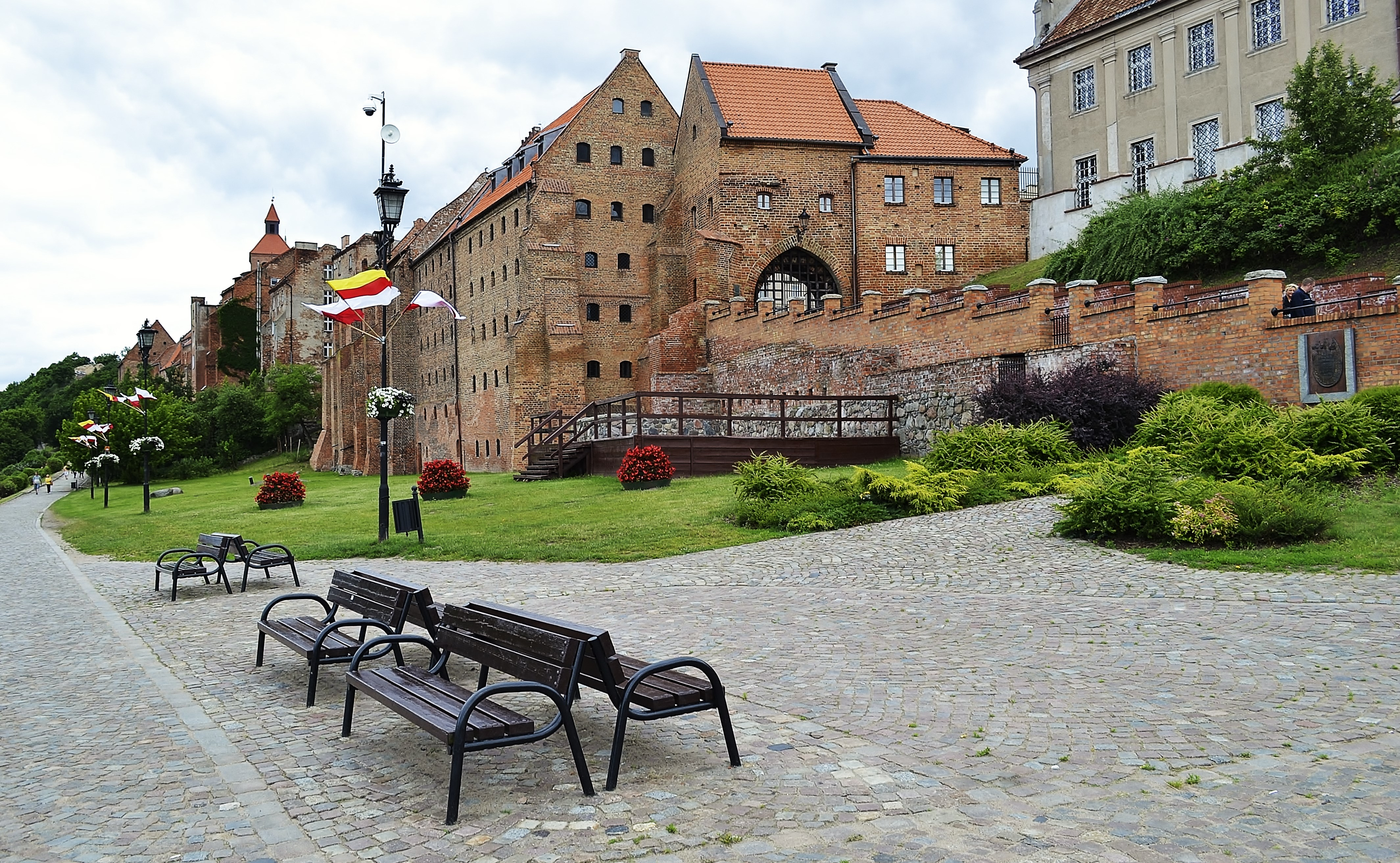
Морские ворота
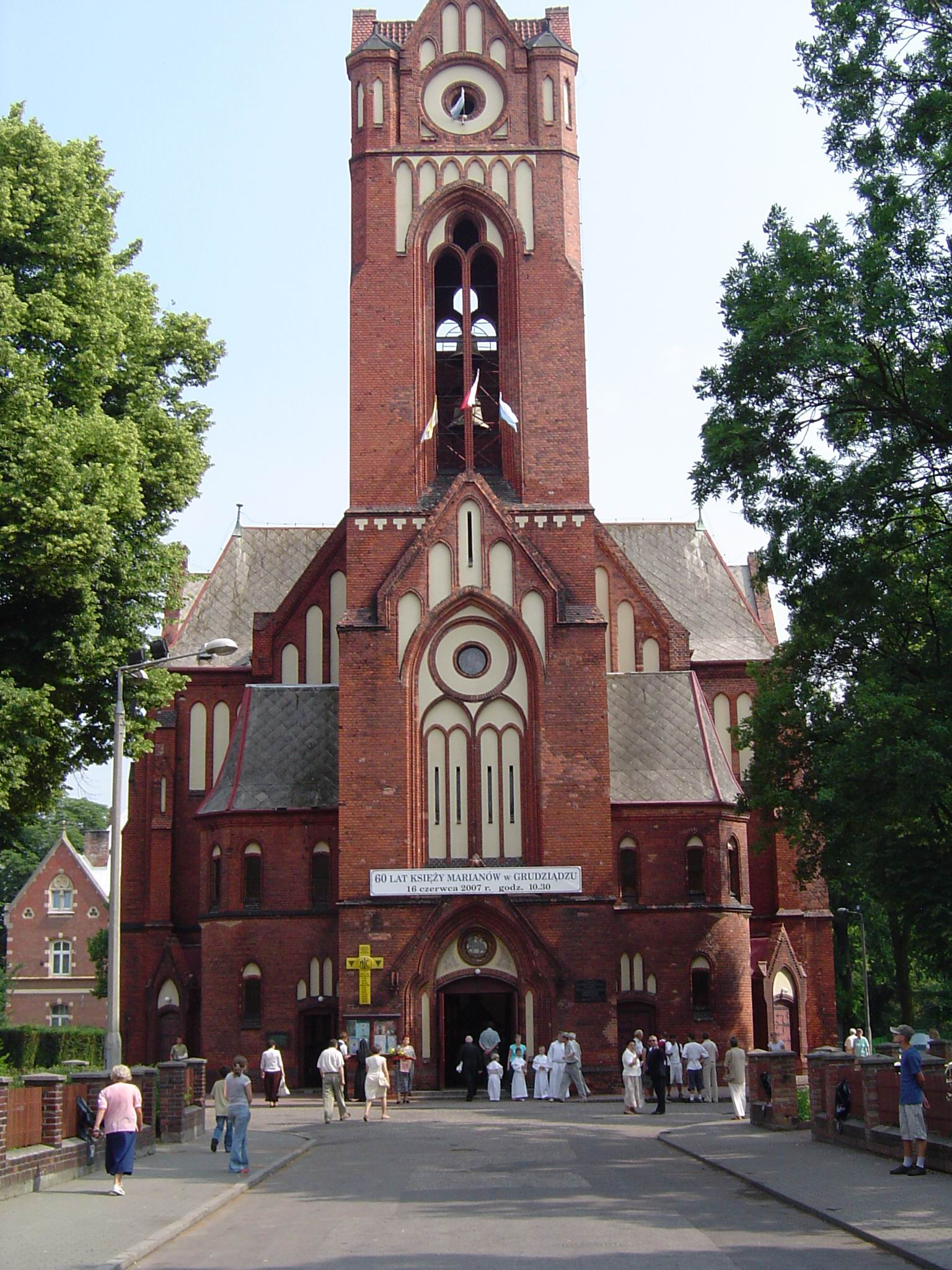
Костёл Непорочного сердца

## Знаменитые люди из Грудзёндза
- Лео Уайт (1882—1948) — актёр театра и кино, известный своим участием в фильмах Чарли Чаплина.
- Бронислав Малиновский (1951—1981) — олимпийский чемпион на дистанции 3000 метров с/п.
- Александр Сцибор-Рыльский (1928—1983) — польский прозаик, драматург, сценарист и кинорежиссёр.
- Пётр из Грудзёндза (1392—ок. 1480) — средневековый композитор и поэт.
- Юриш, Конрад (1846 – 1917) — немецкий химик.
- Георг Готфрид Калленбах (1805—1865) — немецкий искусствовед и историк архитектуры,

## Города-побратимы[2]
- Гютерсло, Германия (1989)
- Фалун, Швеция (1991)
- Черняховск, Россия (1995)
- Наньнин, КНР (2011)